# Vejen Sogn
Vejen Sogn ist eine Kirchspielsgemeinde (dän.: Sogn)  im südlichen Dänemark. Bis 1970 gehörte sie zur Harde Malt Herred im damaligen Ribe Amt, danach zur Vejen Kommune im erweiterten Ribe Amt, die im Zuge der  Kommunalreform zum 1. Januar 2007 in der „neuen“  Vejen Kommune in der Region Syddanmark aufgegangen ist.
Von den 10.206 Einwohnern von Vejen leben 9355 im Kirchspiel Vejen (Stand:1. Januar 2023). Im Kirchspiel liegt die Kirche „Vejen Kirke“.
Nachbargemeinden sind im Norden Læborg Sogn, im Nordosten Gesten Sogn, im Osten Andst Sogn, im Süden Skodborg Sogn, im Südwesten Skrave Sogn und im Westen Malt Sogn und Askov Sogn.